# Laris Strunke

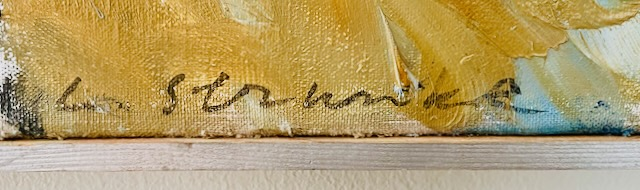
Signatur från 1960

Laris Strunke, född 10 februari 1931 i Riga i Lettland, död 27 oktober 2020 i Stockholm, var en svensk målare.

## Biografi
Laris Strunke var son till den lettiske konstnären  Niklāvs Strunke och hans hustru Olga, född Āboliņš. År 1944 kom han med sina föräldrar som flykting till Sverige 1944. Strunke studerade vid Académie Libre i Stockholm 1952–1954, Kungliga Konsthögskolan i Stockholm 1954–1959 och under ett flertal studieresor till Italien och Frankrike. Han var livet ut verksam som bildkonstnär och även som teaterdekoratör 1953–1961. 
Strunke debuterade med en separatutställning på Svensk-franska konstgalleriet i Stockholm 1959. Därefter följde separatutställningar på bland annat Galerie Blanche i Stockholm där han under åren 1965–1988 ställde ut regelbundet. Tillsammans med Staffan Nihlén och Arne Tengblad ställde han ut i Rom 1962 och tillsammans med Olle Bonniér, A. S. Johansson och Sven Holmström ställde han ut på Svensk-franska konstgalleriet 1964. Han medverkade i Nationalmuseums utställning Unga tecknare, Sveriges allmänna konstförenings vårsalong i Stockholm, Spiralens utställning i Oslo 1962 samt samlingsutställningar på Göteborgs konsthall, Värmlands Museum, Sveagalleriet i Stockholm och Sparbankshallen i Göteborg. 
Strunke hade ett antal stora separatutställningar i Sverige och Lettland. Bland de mest uppmärksammade och viktiga är utställningen Interiörer på Konstnärshuset i Stockholm 1982, Arsenalens konsthall i Riga 1989 och 2002, Galleri Haga i Solna 1995 och Röda sten i Göteborg år 2000. Utställningen Klyfta hösten 2017 på Kungliga Konstakademien i Stockholm blev en stor konstnärlig och publik framgång. Våren 2018 ställde Laris Strunke ut i Riga genom VV Foundation med en utökad version av Klyfta, en stor och uppmärksammad utställning som också kom att bli en av hans sista som aktiv konstnär. Strunke deltog i en mängd grupputställningar både i Sverige och internationellt, bland annat i Kanada, Finland, Mexiko, Argentina, Australien och Kina.
Strunke utförde tak- och altarmålningar i Vårfrukyrkan (2005) i Fruängen i Stockholm (tidigare Fruängens kyrka). Strunke tillbringade många somrar på Gotland och gården Stymnes utanför Sproge var en återkommande källa till inspiration och motiv, såväl interiört som exteriört. Han ställde också regelbundet ut på Körsbärsgården i Sundre.
Strunke gav också ut böcker i samband med vissa utställningar, flera i samarbete med poeten och ungdomsvännen K. Sivert Lindberg. Laris Strunke var ledamot av Konstakademien sedan 1987 och mottog Prins Eugen-medaljen 2001. År 2002 tilldelades han Egron Lundgrens medalj av Konstakademien, ett pris instiftat 1876 som delas ut till framstående svenska akvarellmålare. Strunke tog 2003 emot den lettiska Tre Stjärnors orden (officer av 4:e graden), Lettlands högsta civila utmärkelse.
Hösten 2023 ställde Värmlands Museum ut verk ur Laris Strunkes egen samling i en retrospektiv utställning med rubriken "Alltid och aldrig densamma".

## Signatur
Strunke signerade med LS och årtal fram till cirka 1960. Från 1960 användes signaturen L.Strunke på verkets framsida och LARIS STRUNKE a tergo.

## Utställningar

### Separatutställningar (i urval)
- Retrospektiv utställning, Eskilstuna Konstmuseum 1979
- "Interiörer", Konstnärshuset 1982
- Skövde Konsthall 1982
- Konstakademien 1984
- Lunds Konsthall 1986
- Arsenals i Riga, Lettland 1989 och 2002
- Galleri Haga, Solna 1995
- Röda sten, Göteborg 2000
- Edsviks konsthall 2013
- Konstakademien 2017
- VV Foundation Riga 2018

- Värmlands Museum 2023-2024

### Representerar samtida svensk konst
- Moderna Museet i Mexico City 1977
- Svenska Original i Oslo, Helsingfors och Köpenhamn 1984–85
- Contemporary painting på National Gallery i Budapest 1985
- Svensk nutida konst i Beijing, Chengdu och Xian i Kina 1985–86
- Rauma Biennale Balticum 1987
- EQUINOX Edmonton Art Gallery i Kanada 1989

Laris Strunke är representerad på bland annat Moderna Museet, Malmö konstmuseum, Göteborgs konstmuseum och Lettlands nationella konstmuseum (LNMM) i Riga.

## Publikationer
- Navigera (1990)
- Lava (1993)
- Det medhavda (1996)
- Tungor (1998)
- Laris Strunke (2003)
- Snöbrygga (2004)
- Målningar 2007 (2008)
- Vattenfall Rinim (2009)
- Husgrund (2011)
- Tuschmålningar (2014)
- Noter (med K. Sivert Lindberg, 2016)
- Klyfta (utställningskatalog 2017)
- Tö (med K. Sivert Lindberg, 2019)